# Колтаков, Сергей Михайлович
Серге́й Миха́йлович Колтако́в (10 декабря 1955, Барнаул, Алтайский край, РСФСР, СССР — 7 сентября 2020, Москва, Россия) — советский и российский актёр театра и кино, художник, драматург, поэт. 
Актёр отказался от звания Заслуженного артиста России, работая в МХТ имени А. П. Чехова.

## Биография
Родился 10 декабря 1955 года в Барнауле в семье военного. Учился в барнаульской средней школе № 40.
Сам Колтаков признавался, что посетил буквально несколько занятий на актёрском факультете Саратовского театрального училища (1975—1976). Артиста не устроила нелепость предложенных ему преподавателями заданий (изобразить, как вдеваешь нитку в иголку, подметаешь веником пол и прочих), поэтому он отправился в Москву. Отец написал рекомендательное письмо своему знакомому, известному режиссёру и писателю Василию Шукшину, который помог ему поступить во ВГИК. Но затем Сергей решил, что не хочет поступать на учёбу по знакомству, отказался от учёбы во ВГИКе и самостоятельно поступил в ГИТИС. В 1979 году окончил актёрский факультет ГИТИСа (курс А. А. Попова).
С 1979 по 1980 год — актёр Театра имени Вл. Маяковского. Своими учителями считал артистов Татьяну Доронину, Светлану Мизери, Армена Джигарханяна, Владимира Самойлова и Наталью Гундареву.
С 1980 по 1981 год — актёр театра «Ленком».
С 1981 по 1982 год проходил службу в отдельном кавалерийском полку при «Мосфильме», где позднее стал секретарём комсомольской организации.
С 1982 по 1985 год — актёр Театра имени К. С. Станиславского.
С 1989 по 1995 год — актёр МХТ имени А. П. Чехова, где был ведущим мастером сцены.
Дебютировал в кино в 1981 году, в фильме Глеба Панфилова «Валентина» в роли Павла. Успех в кино пришёл через три года, после съёмки в фильме Инны Туманян «Соучастники», где Колтаков сыграл роль уголовника Анатолия.

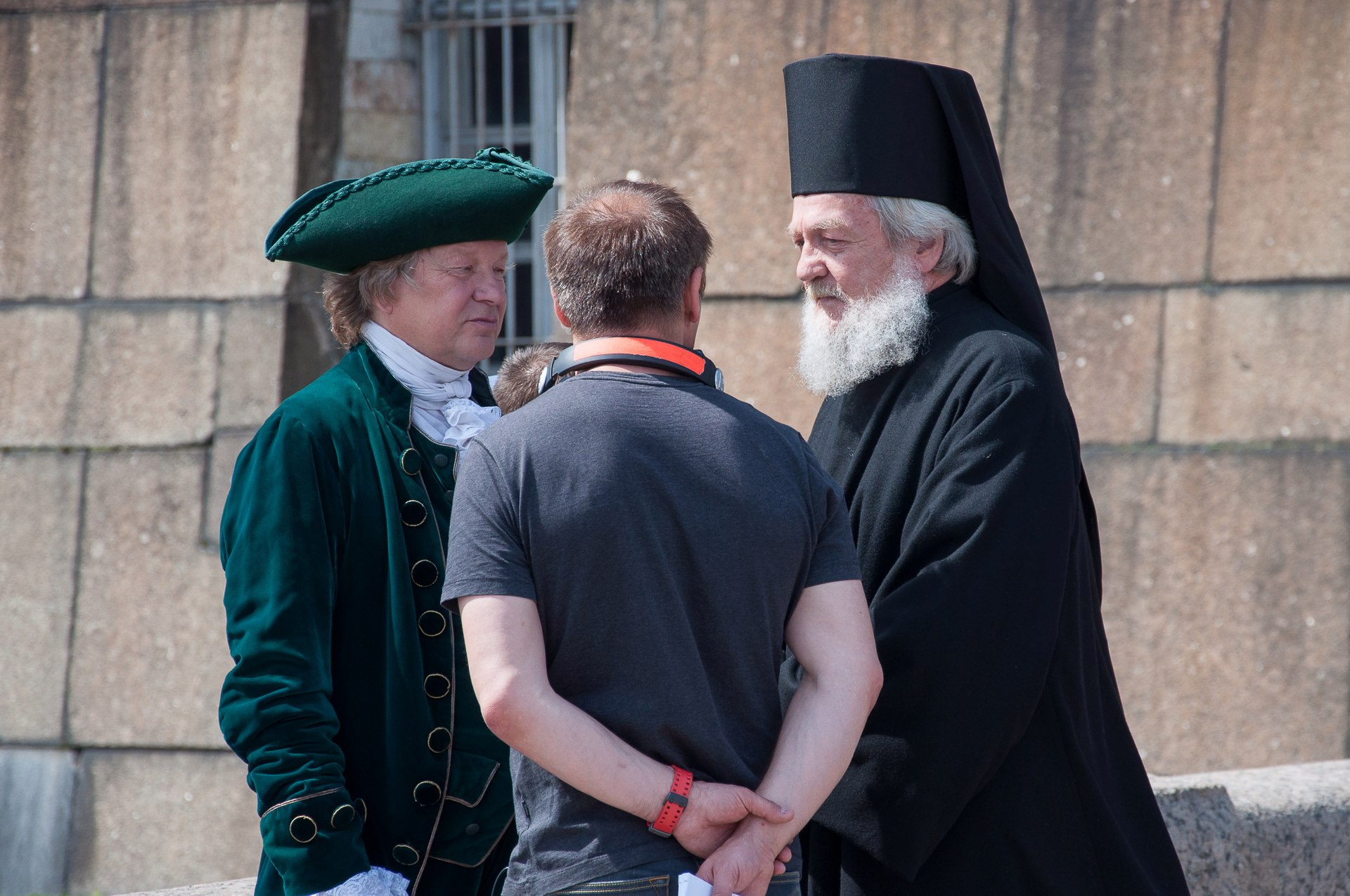
Фото со съёмок сериала «Екатерина». Сергей Колтаков, Дмитрий Иосифов (спиной к нам) и Леонид Кулагин.

Актёр много снимался в годы Перестройки, играя совершенно разные роли. Среди его работ стоит отметить роли в фильмах «Зеркало для героя», «Искусство жить в Одессе», «Армавир».
В 1990-х Колтаков реже снимался в кино. С 2000-х годов и до конца своих дней вновь стал активно сниматься в кино и сериалах.
Из наиболее известных ролей — Фёдор Павлович Карамазов в телесериале «Братья Карамазовы», кинорежиссёр Андрей Звонарёв в сериале «Уходящая натура» и Никита Иванович Панин в костюмно-историческом телесериале «Екатерина».
Скончался 7 сентября 2020 года на 65-м году жизни в Москве после тяжёлой болезни. Отпевание актёра состоялось 10 сентября 2020 года в храме Спаса Нерукотворного Образа Иисуса Христа деревни Большое Свинорье Новомосковского административного округа Москвы. Родственники исполнили волю покойного быть кремированным и развеяли его прах под русской берёзой.

## Личная жизнь
Жена — Наталья Горегляд. В разводе.[с кем?] Дочь Анастасия.

## Творчество

### Театр
МХТ имени А. П. Чехова
- «Чайка» А. П. Чехова. Режиссёр О. Ефремов — Константин Гаврилович Треплев
- 1990 — «Иванов» А. П. Чехова. Режиссёр О. Ефремов — Евгений Константинович Львов

«Театральное товарищество 814»
- 2006 — «Сны Родиона Раскольникова» по роману «Преступление и наказание» Ф. М. Достоевского. Режиссёр П. Сафонов — Аркадий Иванович Свидригайлов

«Театральный марафон»
- 2007 — «Пигмалион» Б. Шоу. Режиссёр П. Сафонов — Альфред Дулиттл, отец Элизы[9]

«Другой театр»
- 2011 — «Орфей и Эвридика» по пьесе «Эвридика» Ж. Ануя. Режиссёр П. Сафонов — отец Орфея
- 2014 — «Лунин, или Страна рабов» Э. С. Радзинского. Режиссёр А. Огарёв — Великий князь Константин

### Фильмография
- 1981 — Валентина — Павел, сын Анны
- 1983 — Соучастники — Анатолий Тредубенко
- 1986 — В стреляющей глуши — Фёдор Крохов
- 1986 — Тройной прыжок «Пантеры» — Бабичев, бывший заключённый
- 1986 — Жизнь Клима Самгина — Макаров
- 1987 — Двое на острове слёз — Сева
- 1987 — Зеркало для героя — Сергей Кириллович Пшеничный
- 1988 — Новые приключения янки при дворе короля Артура — Хэнк Морган
- 1989 — Утоли моя печали — Борис
- 1989 — Искусство жить в Одессе — Беня Крик
- 1990 — Рваное сердце
- 1991 — Армавир — Сёмин
- 1994 — Любовь французская и русская — Фёдор, муж Татьяны
- 1995 — Летние люди — инженер Суслов
- 1998 — Привет от Чарли-трубача — Феликс
- 1998 — Мама, не горюй! — прокурор Бельский
- 1999 — Страстной бульвар — Андрей Соколов
- 2000 — Чёрная комната (серия «Цветок жизни»)
- 2004 — Дети Арбата — Сольц
- 2005 — Подкидной — майор Георгий Викторович Женин
- 2005 — Убойная сила-6 (серия «Царь зверей») — Крутиков
- 2005 — Мама, не горюй 2 — прокурор Бельский
- 2007 — Ленинград — Андрей Александрович Жданов
- 2008 — Новая Земля — Махов
- 2008 — Спасите наши души — Борис Никитич Буртасов, полковник, начальник краевого управления НКВД
- 2008 — Братья Карамазовы — Фёдор Карамазов
- 2009 — Какраки — Андрей Васильев
- 2009 — Пелагия и белый бульдог — Кирилл Краснов, помещик
- 2011 — ПираМММида — премьер-министр
- 2011 — Лето волков — Денис Панкратович Семеренков, гончар
- 2012 — Роман с кокаином — адвокат Минц
- 2012 — Дирижёр — тенор Евгений Надеждин
- 2012 — Обратная сторона Луны — актёр Всеволод Уколов
- 2012 — Исключение из правил — Василий Васильевич Ломов
- 2013 — Доктор Смерть — Антон Мец
- 2014 — Зимы не будет
- 2014 — Уходящая натура — кинорежиссёр Андрей Звонарёв
- 2016 — Пьяная фирма — Борис Ельцин
- 2017 — Екатерина. Взлёт — Никита Панин
- 2017 — Мешок без дна — Великий князь
- 2018 — Операция «Сатана» — Анатолий Десницкий, один из ведущих конструкторов КБ «Север», Леонид Брежнев (озвучка)
- 2018 — Икра — министр
- 2018 — Светлана — Иосиф Сталин
- 2019 — Екатерина. Самозванцы — Никита Панин
- 2019 — Союз спасения — граф Мордвинов
- 2019 — Конец сезона — Сергей, киллер
- 2020 — Диверсант. Крым — капитан 1-го ранга Иван Андреевич Александров
- 2020 — Окаянные дни (новелла «Розыгрыш») — отец Никодим
- 2020 — Мёртвые души — губернатор
- 2020 — Серебряные коньки — Дмитрий Менделеев
- 2020 — Хождение Кутузова за море — ведущий
- 2021 — Угрюм-река — Иван Иванович Голубев, следователь
- 2022 — Союз Спасения. Время гнева — граф Мордвинов

### Озвучивание мультфильмов
- 1985 — Слонёнок заболел — Слонёнок, Верблюжонок
- 1987 — Три лягушонка — Лягушонок в жёлтых плавках

## Автор сценария
- 1999 — Страстной бульвар

## Награды и номинации
- 2006 — номинация на театральную премию «Чайка 2006» в номинации «Злодей» за роль Аркадия Ивановича Свидригайлова в спектакле «Сны Родиона Раскольникова»[10].
- 2008 — Премия ФСБ в номинации «Актёрская работа» за роль офицера НКВД полковника Бориса Никитича Буртасова в фильме «Спасите наши души»[11].

## Память
В марте 2021 года состоялась премьера документального фильма режиссёра И. Васильевой «Сергей Колтаков. Дар напрасный, дар случайный?» о жизни и творчестве артиста.